# فهرس مرصد سميثسونيان للفيزياء الفلكية
فهرس مرصد سميثسونيان للفيزياء الفلكية (بالإنجليزية: Smithsonian Astrophysical Observatory Star Catalog) ويختصر SAO   هو فهرس قياسات فلكي للنجوم تم نشره من قبل  مرصد سميثسونيان للفيزياء الفلكية في عام 1966 ويحتوي على 258997 نجم.
تم تجميع الفهرس من مختلف فهارس القياسات الفلكية السابقة، ويحوي نجوما من القدر التاسع ذات الحركة الخاصة المعروفة بدقة. أسماء النجوم في فهرس SAO  تبدأ بالحروف SAO، متبوعا برقم .وتصنف النجوم إلى 18 فرقة  بناء على الميل ومرتبة بحسب مطلعها المستقيم داخل كل فرقة.